# 板垣征四郎

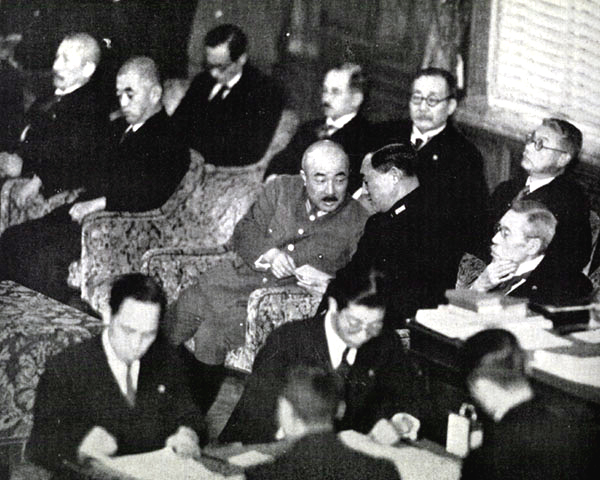
1939年，板垣征四郎(中)與海軍大臣米內光正(中右一)在帝國議會

板垣征四郎（1885年1月21日—1948年12月23日），远东国际军事法庭的甲级战犯。日本岩手人，大日本帝国陆军大将，历任关东军参谋长，陆军大臣、中国派遣军总参谋长、朝鲜军总司令、第七方面军总司令。九一八事变主要策划者之一，并与土肥原贤二策划建立了满洲国。第二次世界大战后，远东国际军事法庭东京审判中，被判处死刑，于1948年12月23日在东京巢鸭监狱被处决。

## 生平
1885年（明治18年）1月21日板垣征四郎出生于岩手县沼宫内村，气仙郡长板垣政徳之三子。
1899年入仙台陆军地方幼年军校，1901年入陆军中央幼年学校。1904年陆军士官学校第16期毕业，同期生知名者：永田铁山（首席）、小畑敏四郎、冈村宁次、土肥原贤二、矶谷廉介。参加日俄战争受伤。1916年陸軍大學校第28期毕业，同期知名者：木村兵太郎（大将、被远东军事法庭判處絞刑）、山下奉文（大将、在马尼拉军事法庭判處絞刑）、牛島滿（追晋大将、沖繩島戰役指挥官）、酒井隆（香港作戰指挥官，被南京軍事法庭判處死刑）。
1919年调到汉口的中支那派遣隊任参謀，在汉口任职时结识了石原莞尔大尉。因为熟悉中国情况，板垣征四郎在日本陆军中被奉为的“中国通”。
1929年任关东军高级参谋。1931年和石原莞尔共同策划了九一八事變。于1932年8月8日晋升陆军少将，被任命为满洲国执政顾问，1933年2月开始任奉天特务机关长、1934年9月任满洲国军政部最高顾问，12月10日任关东军参谋次长兼驻满洲国武官，参与扶植德王成立傀儡政权蒙古军政府。1936年3月23日任关东军参谋长等职。
1937年3月任第五师团长，在七七事变之后抗日战争中，指挥第5师团，先在山西省与阎锡山指揮第二战区的中国军队作战。太原会战结束后，板垣的师团调往山东省，沿胶济铁路进攻青岛。在山东南边台儿庄会战中第5师团之第21旅团擔任日軍救援部隊，在第五战区國軍包圍下，即將被殲滅的磯谷廉介中将的第10師團之第33旅团的萬餘名日軍，被板垣师团軍打開缺口而逃出去。
1938年－1939年回日本在近卫内阁以及平沼内阁任陆军大臣兼对满事务局总裁。平沼内阁倒台后1939年－1941年，任中国派遣军总参谋长，策划汪精卫政权的成立，继续参与對华战争的指挥事宜。

1941年7月7日，板垣晋升陆军大将，调任日本朝鲜军司令。1943年任军事参议官。1945年2月1日，复兼任第17方面军司令官。同年4月7日，在第二次世界大战即将结束，日本面临败亡之际，1945年4月板垣接替土肥原贤二大将任第7方面军司令官，司令部设于新加坡，指挥日军在荷属东印度和马来亚等地日军作战。8月15日，日本宣布无条件投降。9月间，板垣率第7方面军在新加坡向英军投降。

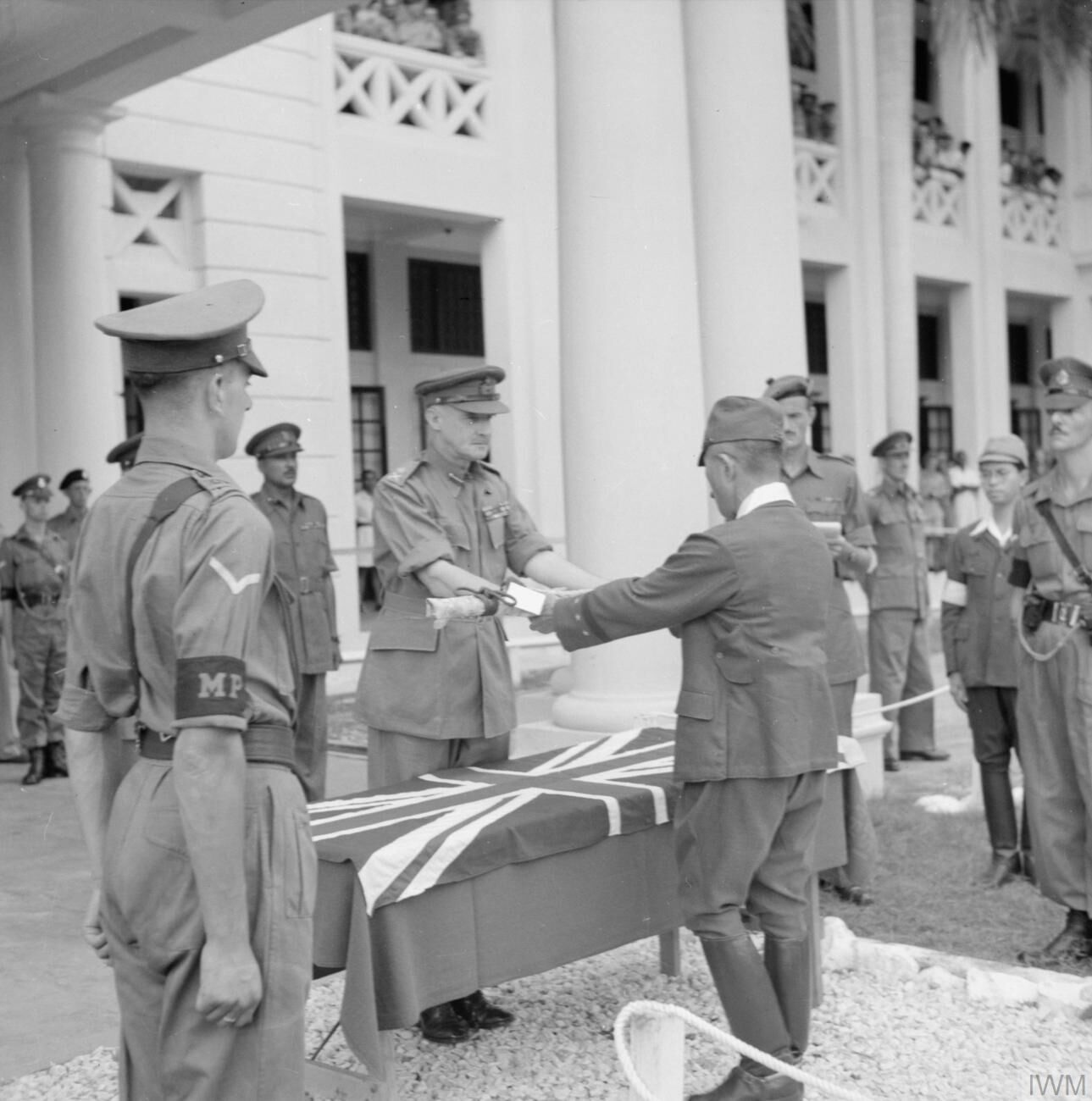
戰後受降儀式，板垣向英軍代表遞出軍刀

1945年日本戰敗後，板垣征四郎被遠東國際軍事法庭定為甲級戰犯，并被判處死刑。1948年12月23日，板垣征四郎在東京都豐島區池袋巢鴨監獄內被處以絞刑。

## 遗跡
1941年抗战期间，住在青岛的日本人为板垣征四郎1938年登陆青岛而立碑。碑的正面是板垣的手迹“东亚建设之础”。1945年日军投降后由民国青岛市政府再行改建，重新书写碑文，石碑的正面是“山海重光”四个金色大字，左侧落款“李先良”，右侧是“中华民国三十四年九月十三日”。该碑後來被砸毁，带有“重光”二字的残碑现藏于青岛博物馆。

## 世系
板垣氏（佐佐木氏）本姓清和源氏。他家傳曰“太祖板垣兼信的三男板垣四郎義之”。“板垣義之”是1191年属“南部光行”移動於自甲斐國至陸奥國糠部”雖是傳不確實。
他的確實太祖“板垣伴内”是从属“南部利直”的武士，“板垣政清”有故母系姓佐佐木氏改姓。尔來世世称佐佐木氏为盛岡藩武士，1871年复姓板垣氏矣。
- 10世祖父:"板垣伴内"（初代）
- 9世祖父:"板垣伴内"（二代目）
- 8世祖父:"板垣甚内"
- 7世祖父:"板垣政次"（萬右衛門）
- 6世祖父:"佐佐木權右衛門"（初代）
  - 5世祖父:"佐佐木權右衛門"（二代目）
    - 高祖父:"佐佐木權右衛門"（三代目）
      - 曾祖父:"佐佐木登政"（源吉）
        - 祖父:"板垣政純"（直作, 号桑蔭）
          - 父:"板垣政徳"
            - 長兄:"板垣政一"
              - 侄:"板垣賛造"
                - 侄的兒:"板垣進吾"
                  - 侄的孫:女子

            - 次兄:"板垣政參"（1882年‐1967年）醫師
            - 本人:"板垣征四郎"
              - 兒（長男）:某
              - 兒（二男）:"板垣正（日语：板垣正）"（日本共産黨→自由民主黨）代議士

## 補註
1. ↑  . 青岛日报. 2015-09-14  [2018-05-04]. （原始内容存档于2018-05-04）.
2. ↑  《尊卑分脈》曰“板垣兼信的子是長男曰頼時與次男曰頼重”両人耳。是書不載於三男“板垣四郎義之”的名前。史實長男“頼時”是通穪“四郎”雖父兼信或時有故罪流於隠岐，頼時是連座而卒去於彼國，故頼時不行於陸奥，“板垣四郎頼時”與“板垣四郎義之”別箇人物，“板垣四郎義之”的所傳不詳，“板垣伴内”之先人物是不確實。
3. ↑  他家傳曰“板垣伴内”是“板垣義之”的子孫矣。